# Орнамент
Орна́мент (лат. ornamentum — украшение, снаряжение, вооружение от ornare — вооружать, снаряжать, снабжать необходимым) — род композиции, построенной на регулярном, ритмически упорядоченном расположении (чередовании) абстрагированных или изобразительных элементов.
В словаре В. И. Даля дано определение: «Орнаме́нт муж. род франц. украшенье, прикраса, особенно в зодчестве»; В современной теории искусства все разновидности орнаментов рассматривают в качестве результата постоянно действующей абстрагирующей тенденции конкретно-предметных форм, заимствованных из природы, но преобразованных с помощью ритмико-моторных навыков и мифологических представлений об устройстве мира.
Иные формы возникают непосредственно из абстрактных понятий и представлений, к ним относятся магические, солярные знаки.
Происхождение третьих спорно. Например, меандр — один из древнейших линейных, или геометрических, орнаментов, известный по архаической крито-микенской и аттической вазописи VIII−VII в. до н. э. Его происхождение трактуется различным образом.

## Эстетический и историко-художественный смысл орнамента

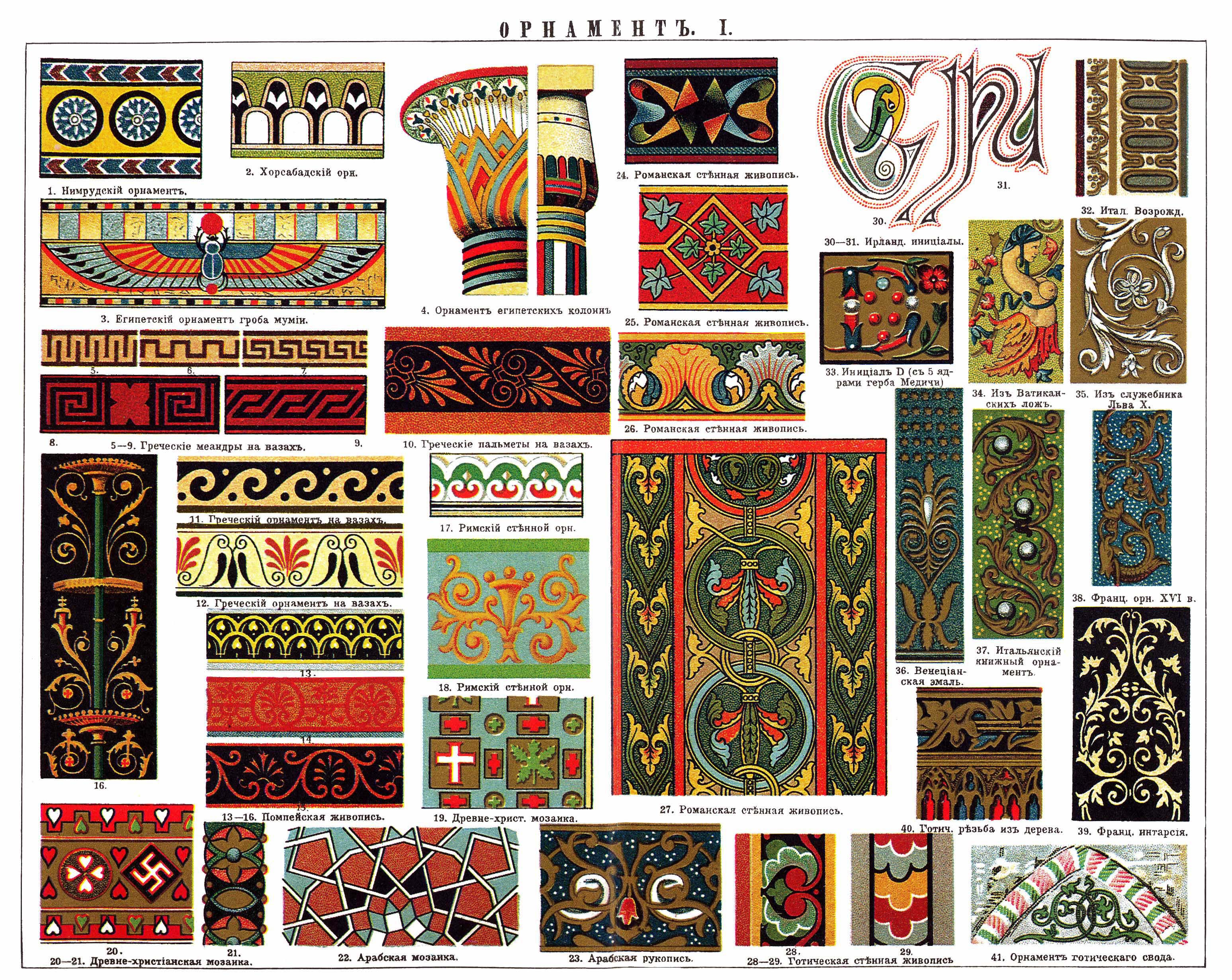
ОРНАМЕНТ I. 1. Нимрудский орнамент. 2. Хорсабадский орн. 3. Египетский орнамент гроба мумии. 4. Орнамент египетских колонн. 5−9. Греческие меандры на вазах. 10. Греческие пальметы на вазах. 11. Греческий орнамент на вазах. 12. Греческий орнамент на вазах. 13−16. Помпейская живопись. 17. Римский стенной орн. 18. Римский стенной орн. 19. Древнехрист. мозаика. 20−21. Древнехрист. мозаика. 22. Арабская мозаика. 23. Арабская рукопись. 24. Романская стенная живопись. 25. Романская стенная живопись. 26. Романская стенная живопись. 27. Романская стенная живопись. 28−29. Готическая стенная живопись. 30−31. Ирланд. инициалы. 32. Итал. Возрожд. 33. Инициал D (с 5 ядрами герба Медичи). 34. Из Ватиканских лож. 35. Из служебника Льва X. 36. Венецианская эмаль. 37. Итальянский книжный орнамент. 38. Франц. орн. XVI в. 39. Франц. интарсия. 40. Готич. резьба из дерева. 41. Орнамент готического свода.

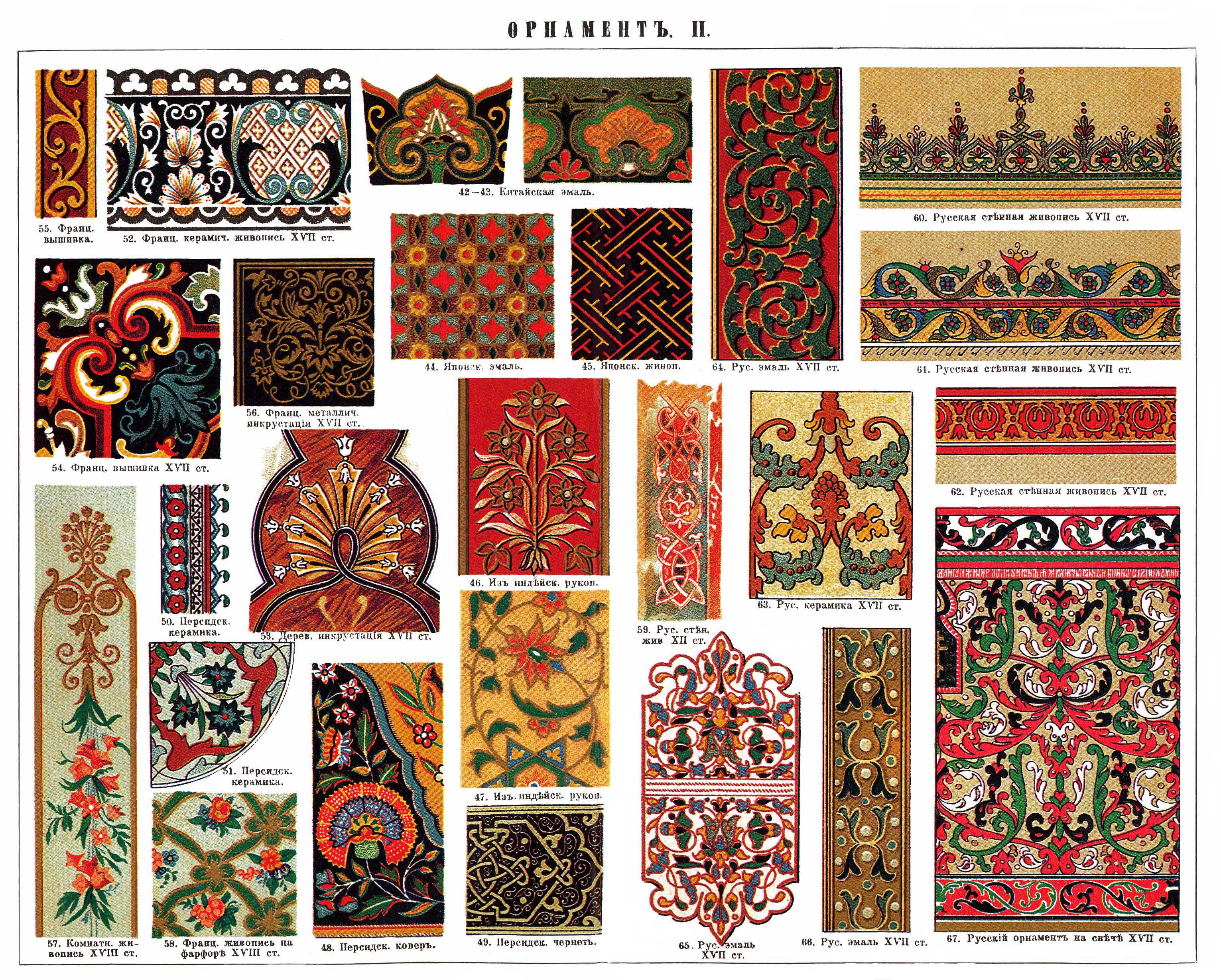
ОРНАМЕНТ II. 42−43. Китайская эмаль. 44. Японск. эмаль. 45. Японск. живоп. 46. Из индийск. рукоп. 47. Из индийск. рукоп. 48. Персидск. ковер. 49. Персидск. чернеть. 50. Персидск. керамика. 51. Персидск. керамика. 52. Франц. керамич. живопись XVII в. 53. Дерев. инкрустация XVII в. 54. Франц. вышивка XVII в. 55. Франц. вышивка. 56. Франц. металлич. инкрустация XVII в. 57. Комнатн. живопись XVIII в. 58. Франц. живопись на фарфоре XVIII в. 59. Рус. стен. жив. XVII в. 60. Русская стенная живопись XVII в. 61. Русская стенная живопись XVII в. 62. Русская стенная живопись XVII в. 63. Рус. керамика XVII в. 64. Рус. эмаль XVII в. 65. Рус. эмаль XVII в. 66. Рус. эмаль XVII в. 67. Рус. орнамент на свече XVII в.

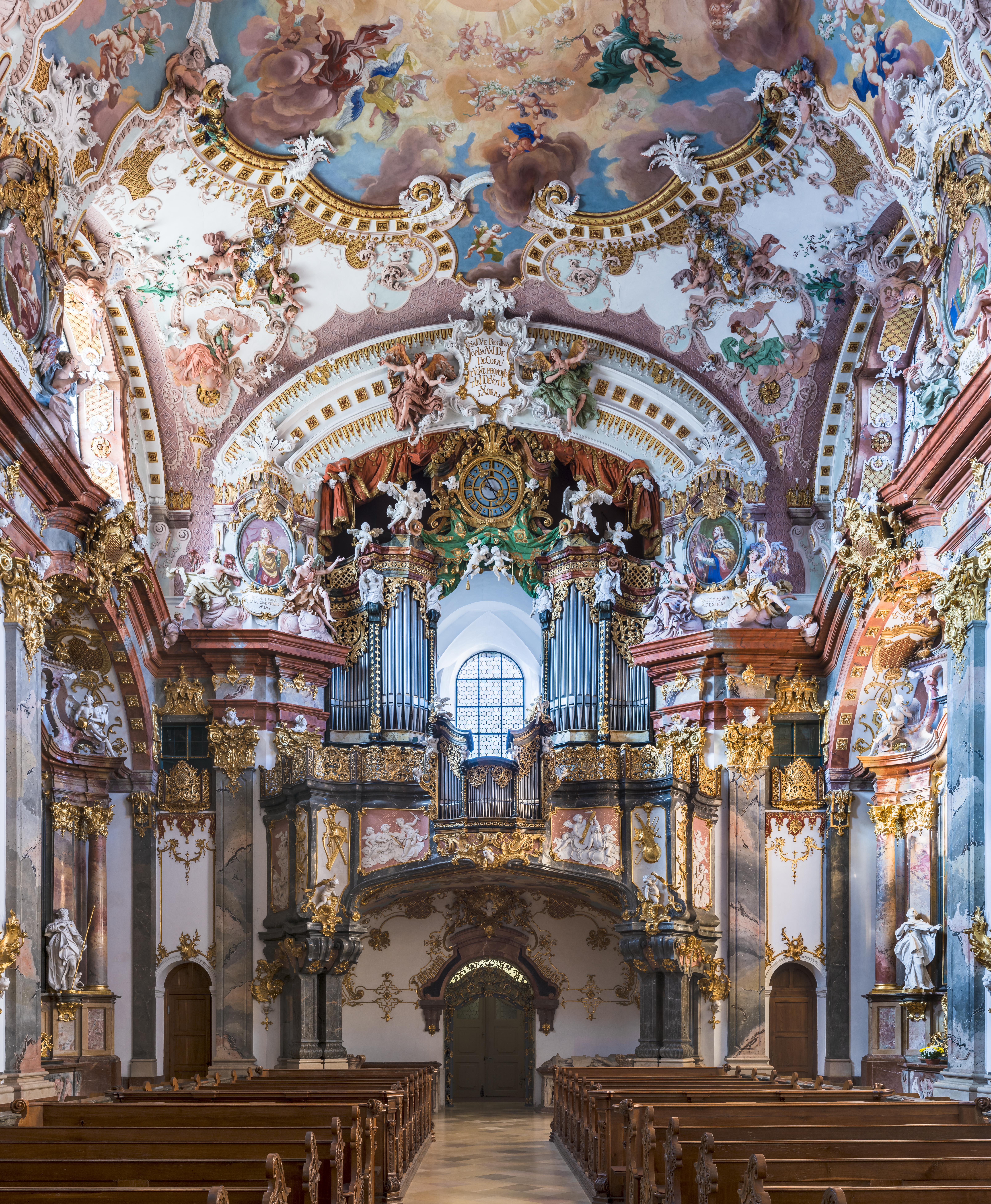
Интерьер в стиле рококо. Аббатство Уилеринг, Вильхеринг, Австрия

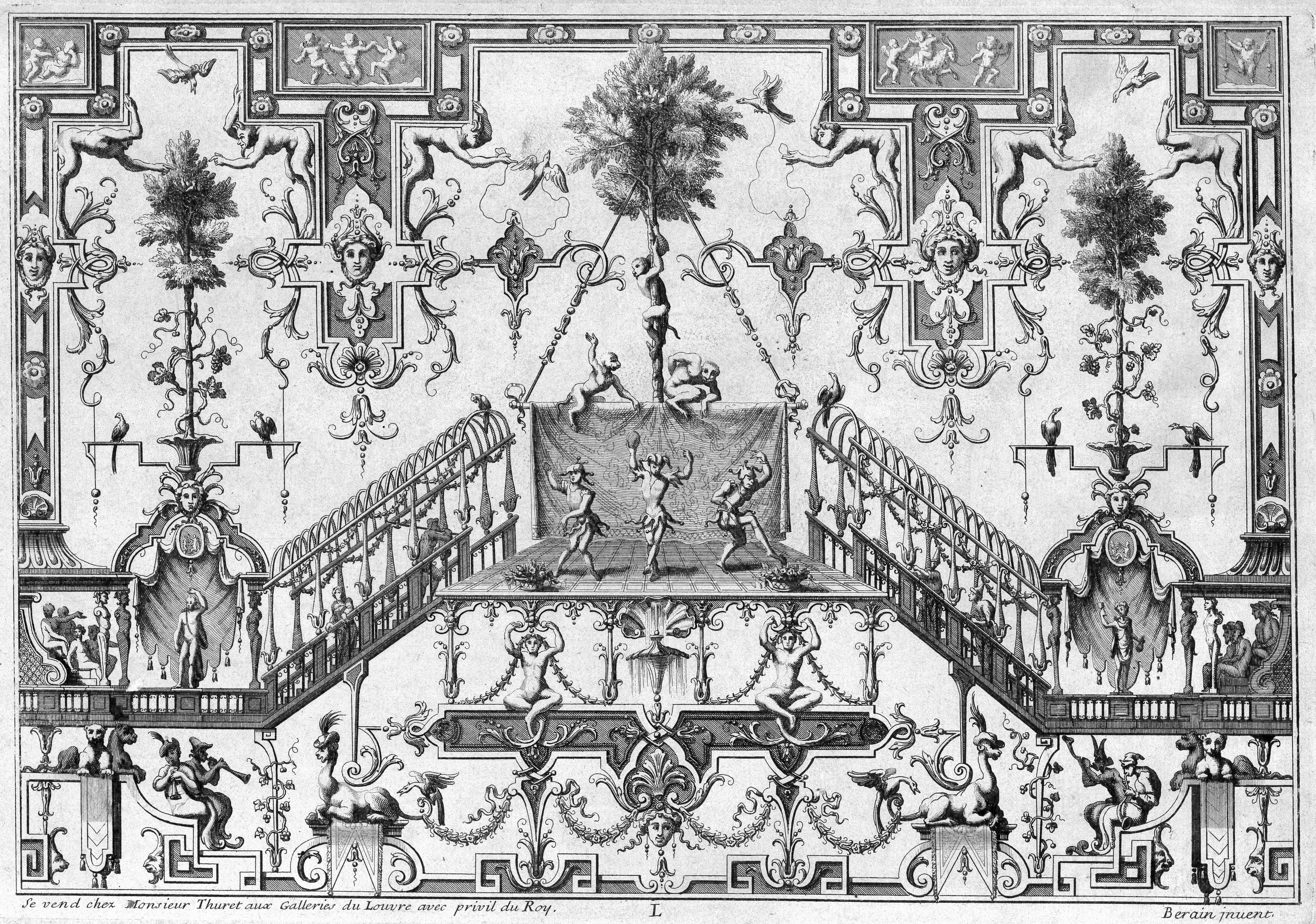
Ж. Берен Старший. Проект панно. Офорт

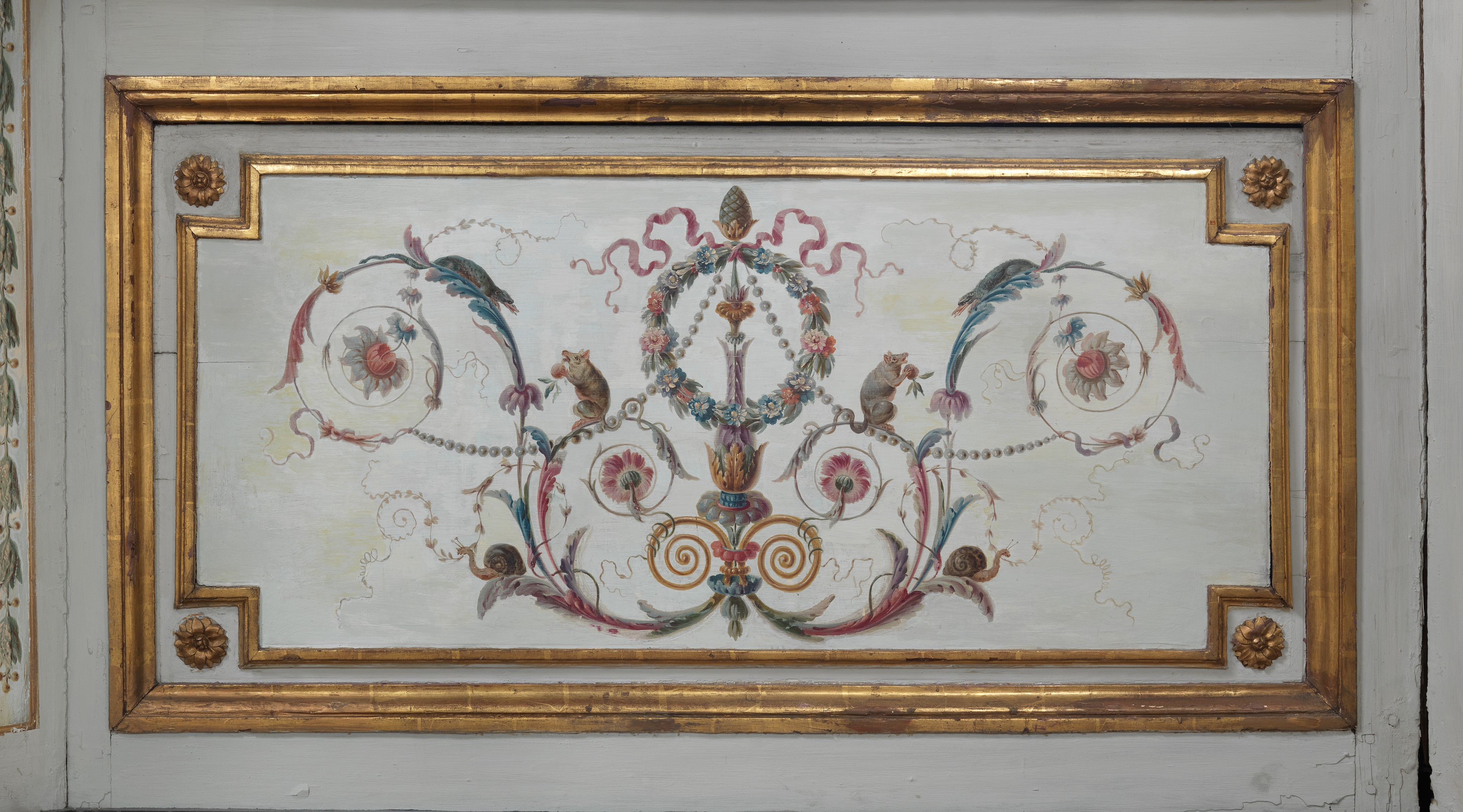
Арабеска. Отель Крийон, Париж

Как и декор, орнамент относится к роду композиции, эстетический и художественный смысл которой заключается в органичном взаимодействии с окружающей средой: декорируемой поверхностью с присущими ей фактурой, текстурой, окрашенностью, а также объёмом, массой и даже, опосредованно, с окружающим пространством. Однако, в отличие от декора, орнамент, прежде всего по причине бо́льшей абстрагированности, имеет в общей композиции художественного произведения или ремесленного изделия вспомогательное, формальное значение. Так, в Древнем Риме глагол «decorare» означал «украшать» в смысле «возвеличивать, прославлять», в отличие от «ornare» — «украшать» (в значении «снабжать необходимым, оснащать, вооружать»). Если римскому легионеру требовалось «ornamentum» — снаряжение, украшенное гравировкой и чеканкой, — но прежде всего оно должно было охранять его жизнь в бою, то императору во время триумфа полагался «decorum». В это понятие включалось всё, связанное с празднованием триумфа в особо торжественных случаях. Декор нес в себе идеологический смысл. Орнамент имел формальное значение.
В процессе абстрагирования изобразительных форм, или, как принято формулировать в семиотике, превращения изображения в иконический знак, используются три основных метода: собственно абстрагирование (отвлечение от конкретной пространственной и свето-воздушной среды), геометризация (уподобление формату поверхности) и стилизация (взаимодействие характера изображения с общей структурой декорируемого изделия). В результате действия этих трёх факторов, взаимодействуя с поверхностью, элементы орнамента, подчиняясь закономерностям метра и ритма, образуют орнаментальный ряд либо раппо́рт, заполняя какой-либо формат, выполняют обрамляющую или заполнительную функцию. Причём такие формообразующие закономерности прослеживаются исторически во многих этнических культурах.
Орнамент, несмотря на своё вторичное происхождение и вспомогательное значение, не является простым украшением, он подчёркивает особенный смысл различных предметов (в древности магический, ритуальный), зрительно и тактильно выявляет культурно-историческое значение вещи, её принадлежность определённой традиции, утилитарную функцию, конструктивные особенности (крепления, соединения), тектонические закономерности (членения формы, пропорциональные отношения), качества материала и приёмы его обработки. Такое взаимодействие отличается от простого подчинения декора форме и функции изделия, а представляет собой более сложные отношения.
Орнамент используют в декоративном и прикладном искусстве, народных промыслах и художественных ремёслах, в архитектуре, оформлении интерьера, тканей.
Орнаментирование присуще не только примитивным народам, о чём выразительно писал архитектор А. Лоос в статье «Орнамент и преступление» (1908), но и сохраняется в современной культуре: стрит-арт, боди-арт, татуировка.

## Происхождение и история орнамента
Время возникновения орнамента неопределимо, поскольку он возникал постепенно в ходе многовекового осмысления и переосмысления синкретической доэстетической и дохудожественной деятельности человека.
В орнаменте, особенно в народном творчестве, где он имеет самое широкое распространение, запечатлелось фольклорно-поэтическое отношение к миру. Со временем орнаментальные мотивы теряли свой первоначальный смысл, сохраняя декоративную и тектоническую выразительность. Большое значение в генезисе и историческом развитии орнамента имели эстетические и социальные функции: ритмическая правильность обобщённых мотивов была одним из ранних способов художественного освоения мира. Не только ритм, свойственный многим процессам жизнедеятельности человека и природным явлениям, но и другие закономерности, несомненно, были отражены в орнаментальных мотивах: закон равновесия и принципы пропорциональности, когда одно может быть равно множеству (имеющем центр, среднюю часть и периферию), троичность религиозных представлений об устройстве мира. Орнамент послужил началом иконографически-символического описания мира, что отражено в исследованиях многих авторов, в том числе Г. Бидермана, Дж. Холла, каталонского писателя Х. Э. Керлота.
Возникновение орнамента уходит своими корнями вглубь веков, впервые его следы (зигзаги) запечатлены в эпоху палеолита (мезинская культура). Геометрический орнамент встречается на артефактах эпохи мезолита.
В культуре неолита орнамент достиг уже большого разнообразия форм и стал доминировать. Появляется спиральный орнамент.
Со временем орнамент терял своё господствующее положение, познавательные, коммуникативные и культовые функции.
Орнамент является надёжным признаком принадлежности произведений к определённому времени, народу, стране. Несомненно также, что орнаментальная история имеет свои константы, знаки, которые, не изменяясь со временем, принадлежат к различным культурам, стилям и культурным эпохам. К таким знакам относится, например, колесо.
Особенного развития достигает орнамент там, где преобладают условные формы отображения действительности: на Древнем Востоке, в доколумбовой Америке, в азиатских культурах древности и Средних веков, в европейском средневековье. В народном творчестве с древнейших времён складываются устойчивые принципы и формы орнамента, во многом определяющие национальные художественные традиции. Например, в Индии сохранилось древнее искусство ранголи (альпона) — орнаментальный рисунок — молитва.

## Виды орнамента
Разнообразие связей орнамента с несущей поверхностью, которую он организует, определяет типологию орнаментальных композиций. Орнамент для удобства изучения условно подразделяют на поясной (фризовый, в том числе меандр), центрический, обрамляющий, геральдический, заполнительный (раппортный) или же сочетающий некоторые из этих разновидностей в более сложных комбинациях.
По степени абстрагирования орнамент делят на: геометрический, состоящий из абстрактных форм (точки, прямые, ломаные, зигзагообразные, сетчато-пересекающиеся линии; круги, ромбы, многогранники, звёзды, кресты, спирали); растительный, состоящий из геометризованных и стилизованных мотивов: листья, цветы, плоды (лотос, папирус, пальметта, акант, гранат и т. д.); зооморфный, или животный, стилизующий фигуры или части фигур реальных или фантастических животных. В качестве мотивов используются также человеческие фигуры — антропоморфный орнамент, архитектурные фрагменты, оружие, различные знаки и эмблемы (гербы). Особый род орнамента представляют стилизованные надписи на архитектурных сооружениях (например, на среднеазиатских средневековых мечетях) или в книгах (вязь, куфическое письмо, арабески). Сложные комбинации различных мотивов, например геометрических и звериных, имеют собственные наименования («звериный стиль», гротеск, тератология).

### Список
- Список орнаментов

## Орнаментальная гравюра
Отдельную разновидность изобразительного искусства представляет собой орнаментальная гравюра. В конце XV века в связи с интенсивным развитием и дифференциацией художественных ремёсел возникла потребность в мастерах, специализирующихся на рисовании и гравировании образцов орнаментов. Не каждый ремесленник (златокузнец, керамист, резчик по дереву) мог самостоятельно сочинить подходящий изобразительный декор или орнамент для своих изделий. Если ксилография (гравюра на дереве) была тесно связана с книгопечатанием и книжной иллюстрацией, то на помощь ремесленникам пришла гравюра по металлу — гравюра резцом и офорт, поскольку эти техники издавна были связаны с работой художников-ювелиров. По сообщению Дж. Вазари флорентийский ювелир Мазо да Финигуэрра, который работал в технике ниелло (черни) первым сделал отпечаток на влажной бумаге с металлической пластинки с награвированным узором, заполненным чёрной краской. По иной версии открывателем орнаментальной гравюры на металле был флорентийский ювелир Баччо Бальдини (то и другое утверждение не соответствует действительности). В 1452 году Финигуэрра стал печатать орнаменты со своих изделий на бумагу, но он не был открывателем этой техники. Такие образцы тиражировали и продавали в уличных лавках. Их покупали ремесленники и их подмастерья для работы в своих мастерских.
Орнаментальная гравюра как отдельная разновидность искусства, не связанная с конкретными заказами, позволяла свободно фантазировать на любые темы и мотивы. Вскоре она сформировала особую профессию рисовальщиков и гравёров орнаменталистов. Такими мастерами в первую очередь стали ученики и помощники мастерской Рафаэля Санти в Риме: Маркантонио Раймонди, Агостино Венециано, Марко Денте и Джованни Антонио Каральо; они использовали рисунки и незавершённые композиции Рафаэля, а также мотивы гротеска с античных росписей и собственного изобретения. Такие гравюры покупали мастера росписи итальянской майолики, картоньеры (создававшие картоны для производства шпалер), резчики по дереву, ювелиры и гравёры по металлу.
Орнаменты гравировали немецкие художники кляйнмайстеры, последователи Альбрехта Дюрера (который был также и ювелиром). Отдельное место в этом ряду занимает мастер декоративных плакеток Петер Флётнер. Значительный вклад в развитие искусства орнаментальной гравюры внесли рисовальщики (не все из них гравировали сами) и гравёры периода маньеризма и барокко, а также французской школы Фонтенбло: Франческо Приматиччо, Этьен Делон, Рене Буавен. Выдающимися мастерами стали Жак-Андруэ Дюсерсо, создатель серий «Малых арабесок» и «Больших арабесок» (1566), проектов мебели, деталей оформления интерьера — всего около 1900 офортов, другие представители этой семьи, а также Корнелис Бос, Корнелис Флорис, Жан Берен, Энеа Вико, Даниэль Маро, один из создателей «большого стиля» Людовика XIV во Франции Жан Лепотр и многие другие.
Орнаментальная гравюра играла важную роль в становлении французского стиля регентства и рококо. В период Регентства сочинением орнаментов помимо живописи занимался Антуан Ватто. Выдающимися мастерами орнаментальных композиций «стиля рокайля» были Франсуа де Кювилье и Ж.-О. Мейссонье, Николя Пино, Жак де Лажу, Жиль-Мари Оппенор.
Во второй половине XIX века, в период историзма и интереса к «историческим стилям» наблюдался новый подъём искусства орнаментальной гравюры, которую стали закупать художественно-промышленные школы и музеи, коллекционеры и меценаты. Так знаменитый парижский антиквар Альфред-Эммануэль Берделе стал крупным знатоком и собирателем, а Андре-Дени Берар — автором первого каталога произведений французских художников-орнаменталистов.
В 1888—1889 и 1891 годах, в два этапа, значительная часть орнаментальных рисунков и гравюр коллекции Берделе (более шести тысяч архитектурных и орнаментальных рисунков) по инициативе А. А. Половцова, государственного секретаря канцелярии императора Александра III, сенатора, председателя Русского исторического общества и председателя, в 1891—1909 годах, Совета Центрального Училища технического рисования барона Штиглица в Санкт-Петербурге, была приобретена для музея и библиотеки училища. В 1924—1928 годах в связи с «перераспределением музейных экспонатов» большую часть этой коллекции из библиотеки училища передали на хранение в Государственный Эрмитаж.

### Орнамент по регионам
Австралийский орнамент представлен в виде резьбы по дереву (дендроглифы), выжигания, окраски охрой, белой глиной или углем. Орнамент наносился преимущественно на щиты или палицы. Он делился на геометрический (спирали, концентрические круги, зигзаги, точки, линии) и предметный.
Арабский орнамент тесно связан с исламской религией. Его отличает совершенная неизобразительность и приближенность к каллиграфии, где написанные арабской вязью фразы из Корана создают эффект прихотливого плетения линий. Арабский орнамент (арабеск) украшал ковры, керамические предметы и стены святилищ. Иногда узоры приближались к растительному орнаменту, но сохраняли свою отстранённость.
Византийский орнамент содержит растительные мотивы (акант, виноградная лоза, лилия, лавровый венок, пальметта), с которым сочетаются изображения животных (лев, павлин, грифон, голубь, рыба) и монограмма Христа. Распространёнными цветами являются песочный, синий, зелёный и красный. Византийский орнамент выполняется в виде фрески или мозаики.
Древнегреческий орнамент — одним из его распространённых видов являлся меандр, который был представлен преимущественно в вазописи. Огромную роль играл геометрический стиль и морские волнообразные линии.
Индейский орнамент выражался в геометрических спиральных узорах, ромбах, зигзагах и треугольниках, наносимых на края артефактов (сумки, сосуды, украшения). Из предметных изображений популярностью пользовались стилистические изображения кошачьих и птиц.
Кельтский орнамент имитирует плетение корзин и кос. Отчасти это символизирует замысловатые повороты человеческой судьбы. Также кельтский орнамент испытал влияние христианских мотивов (со времени почитаемого в Ирландии св. Патрика), что выразилось в разнообразных плетёных фигурах с тремя концами (трилистник).
Китайский орнамент отличается крупными рисунками цветов, которые соединяются прихотливыми стебельками.
Монгольский орнамент представлен «молоточным узором» (алхан хээ).
Норвежский орнамент прочно ассоциируется с изображениями северной природы (снежинки и олени), которыми вышивали тёплые вещи (шарфы, свитера, варежки).
Персидский орнамент характеризуется особой изобразительностью и богатством красок (в том числе синей и зелёной). В него вплетены изображения фантастических животных (симурги, грифоны). Нередки специфические изображения ромбовидных рыб, каплеобразных грушевидных плодов, цветов и листьев.
Полинезийский орнамент представлен в виде татуировок. Как и в других регионах мира, орнамент мог быть абстрактным (спирали, маски-тики) и анималистичным (акулы, черепахи, ящерицы, дельфины, киты). Он нёс не декоративное, а сакральное значение, обеспечивая общение с духами (например, как амулет).